# Lovage
Lovage é uma banda de trip hop formada por Mike Patton (conhecido por seu trabalho em bandas como Faith No More, Mr. Bungle, Fantômas, Tomahawk e outros projetos), Jennifer Charles (vocalista da banda Elysian Fields), Dan Nakamura (produtor de bandas como Gorillaz) e Kid Koala (um dj canadense).
O único álbum lançado pela banda foi Music To Make Love To Your Old Lady By, de 2001, e tem como tema principal o ato sexual e todos os seus tabus e fantasias. Embora as letras e apresentações tenham um tom de sátira, a parte instrumental é carregada de sensualidade.